# Кейлаский район
Кейлаский район — административно-территориальная единица в составе Эстонской ССР, существовавшая в 1950—1962 годах. Центр — Кейла. Население по переписи 1959 года составляло 30,5 тыс. чел. Площадь района в 1955 году составляла 1143,1 км².

## История
Кейлаский район был образован в 1950 году, когда уездное деление в Эстонской ССР было заменено районным. В 1952 году район был включён в состав Таллинской области, но уже в апреле 1953 года в результате упразднения областей в Эстонской ССР район был возвращён в республиканское подчинение.
28 марта 1962 года Кейлаский район был упразднён, а его территория передана в Харьюский район.

## Административное деление
В 1955 году район включал 2 города (Кейла и Палдиски) и 7 сельсоветов: Васалеммаский, Кейлаский, Кернуский (центр — Яни), Клоогаский (центр — Тулина), Ниссиский (центр — Урьясте 1), Падисеский (центр — Касепере), Ристиский.